# Lista de prefeitos de Imaruí
Esta é a lista de prefeitos e vice-prefeitos do município de Imaruí, estado brasileiro de Santa Catarina.
Desde a fundação do município de Imaruí em 27 de agosto de 1890, o governo do estado nomeava "intendentes" depois "superintendentes", que tinham o mesmo poder do que hoje chamamos de prefeito. Após a Revolução de 1930, com a posse do Capitão Pedro Bittencourt, os mandantes municipais passaram denominar-se "prefeitos", nomeação que figura até os dias atuais.
| Nº | Nome                            | Imagem | Partido                                          | Início do mandato       | Fim do mandato          | Observações |
| 1  | Serafim José da Silva Matos     |        | Partido Republicano Catarinense PRC              | 27 de agosto de 1890    | 17 de janeiro de 1891   | Intendente nomeado pelo Governador Lauro Müller                                                                 |
| 2  | Jerônimo Bittencourt            |        | Partido Republicano Catarinense PRC              | 17 de janeiro de 1891   | 1º de janeiro de 1894   | Intendente nomeado pelo Governador Gustavo Richard                                                              |
| 3  | José Pereira da Silva Candemil  |        | Partido Republicano Catarinense PRC              | 1º de janeiro de 1894   | 12 de maio de 1895      | Intendente nomeado pelo Governador Eliseu Guilherme da Silva                                                    |
| —  | Domingos Candemil               |        | Partido Republicano Catarinense PRC              | 12 de maio de 1895      | 4 de outubro de 1895    | Intendente interino, filho do Intendente titular                                                                |
| —  | Jerônimo Bittencourt            |        | Partido Republicano Catarinense PRC              | 4 de outubro de 1895    | 1º de janeiro de 1899   | Intendente interino, Presidente do Conselho Municipal                                                           |
| 4  | Manoel Luciano da Silva         |        | Partido Republicano Catarinense PRC              | 1º de janeiro de 1899   | 1º de janeiro de 1903   | Superintendente nomeado pelo Governador Felipe Schmidt                                                          |
| —  | Jerônimo Bittencourt            |        | Partido Republicano Catarinense PRC              | 1º de janeiro de 1903   | 22 de dezembro de 1903  | Superintendente interino, Presidente do Conselho Municipal                                                      |
| 5  | Antônio Bittencourt Capanema    |        | Partido Republicano Catarinense PRC              | 22 de dezembro de 1903  | 31 de dezembro de 1918  | Superintendente nomeado pelo Governador Lauro Müller                                                            |
| 6  | José Manoel de Oliveira         |        | Partido Republicano Catarinense PRC              | 1º de janeiro de 1919   | 31 de dezembro de 1926  | Superintendente nomeado pelo Governador Hercílio Luz                                                            |
| 7  | José Teixeira da Silva Candemil |        | Partido Republicano Catarinense PRC              | 1º de janeiro de 1927   | 9 de outubro de 1930    | Superintendente nomeado pelo Governador Adolfo Konder Deposto pela Revolução de 1930                            |
| 8  | Pedro Bittencourt               |        | Aliança Liberal AL                               | 9 de outubro de 1930    | 16 de novembro de 1945  | Primeiro Prefeito de Imaruí Nomeado pelo governo provisório da Revolução de 1930                                |
| —  | Valmor Borges                   |        | União Democrática Nacional UDN                   | 16 de novembro de 1945  | 22 de dezembro de 1945  | |
| —  | Líbero Camillo                  |        | Partido Social Democrático PSD                   | 22 de dezembro de 1945  | 2 de maio de 1946       | |
| —  | Pedro Bittencourt               |        | Partido Social Democrático PSD                   | 2 de maio de 1946       | 16 de dezembro de 1946  | |
| 9  | Antônio Aurino Fernandes        |        | Partido Social Democrático PSD                   | 16 de dezembro de 1946  | 5 de janeiro de 1948    | |
| 10 | Pedro Bittencourt               |        | Partido Social Democrático PSD                   | 5 de janeiro de 1948    | 30 de janeiro de 1951   | Prefeito eleito por sufrágio universal nas Eleições de 1947                                                     |
| 11 | Pedro Manoel Albino             |        | Partido Social Democrático PSD                   | 31 de janeiro de 1951   | 2 de abril de 1953      | Prefeito eleito por sufrágio universal nas Eleições de 1950                                                     |
| —  | Epitácio Bittencourt            |        | Partido Social Democrático PSD                   | 2 de abril de 1953      | 15 de dezembro de 1954  | |
| 12 | Benjamin Bez                    |        | Partido Social Democrático PSD                   | 15 de dezembro de 1954  | 30 de janeiro de 1956   | |
| 13 | Pedro Bittencourt               |        | Partido Social Democrático PSD                   | 31 de janeiro de 1956   | 30 de janeiro de 1961   | Prefeito eleito por sufrágio universal nas Eleições de 1955                                                     |
| 14 | Carlos Eduardo Faust            |        | Partido Social Democrático PSD                   | 31 de janeiro de 1961   | 13 de março de 1964     | Prefeito eleito por sufrágio universal nas Eleições de 1960 Renunciou o cargo                                   |
| 15 | Pedro Manoel Albino             |        | Partido Social Democrático PSD                   | 13 de março de 1964     | 30 de janeiro de 1966   | |
| 16 | Portinho Bittencourt            |        | Aliança Renovadora Nacional ARENA                | 31 de janeiro de 1966   | 30 de janeiro de 1970   | Prefeito eleito por sufrágio universal nas Eleições de 1965                                                     |
| 17 | Haylor Delambre Dias            |        | Aliança Renovadora Nacional ARENA                | 31 de janeiro de 1970   | 30 de janeiro de 1973   | Prefeito eleito por sufrágio universal nas Eleições de 1969                                                     |
| 18 | Portinho Bittencourt            |        | Aliança Renovadora Nacional ARENA                | 31 de janeiro de 1973   | 31 de janeiro de 1977   | Prefeito eleito por sufrágio universal nas Eleições de 1972                                                     |
| 19 | Haylor Delambre Dias            |        | Aliança Renovadora Nacional ARENA                | 1º de fevereiro de 1977 | 19 de março de 1981     | Prefeito eleito por sufrágio universal nas Eleições de 1976                                                     |
| —  | Lúcio Carlos Faust              |        | Partido Democrático Social PDS                   | 19 de março de 1981     | 31 de janeiro de 1983   | |
| 20 | Portinho Bittencourt            |        | Partido Democrático Social PDS                   | 1º de fevereiro de 1983 | 22 de outubro de 1984   | Prefeito eleito por sufrágio universal nas Eleições de 1982 Morreu no cargo                                     |
| —  | Pedro Manoel Albino             |        | Partido Democrático Social PDS                   | 22 de outubro de 1984   | 28 de fevereiro de 1986 | Vice-Prefeito eleito, no cargo de titular                                                                       |
| 21 | Lúcio Carlos Faust              |        | Partido Democrático Social PDS                   | 28 de fevereiro de 1986 | 31 de dezembro de 1988  | |
| 22 | Epitácio Bittencourt Sobrinho   |        | Partido Democrático Social PDS                   | 1º de janeiro de 1989   | 31 de dezembro de 1992  | Prefeito eleito por sufrágio universal nas Eleições de 1988                                                     |
| 23 | Airto Aurino Fernandes          |        | Partido Democrático Social PDS                   | 1º de janeiro de 1993   | 31 de dezembro de 1996  | Vice-Prefeito eleito por sufrágio universal nas Eleições de 1992                                                |
| 24 | Odimar Pacheco                  |        | Partido Democrático Trabalhista PDT              | 1º de janeiro de 1997   | 3 de abril de 1998      | Prefeito eleito por sufrágio universal nas Eleições de 1996 Renunciou o cargo para disputar as Eleições de 1998 |
| 25 | Pedro Roussenq                  |        | Partido do Movimento Democrático Brasileiro PMDB | 3 de abril de 1998      | 31 de dezembro de 2000  | Vice-Prefeito eleito, no cargo de titular                                                                       |
| 26 | Epitácio Bittencourt Sobrinho   |        | Partido da Frente Liberal PFL                    | 1º de janeiro de 2001   | 5 de fevereiro de 2003  | Prefeito eleito por sufrágio universal nas Eleições de 2000 Posteriormente cassado pelo TRE                     |
| —  | Pedro Roussenq                  |        | Partido do Movimento Democrático Brasileiro PMDB | 5 de fevereiro de 2003  | 31 de dezembro de 2004  | Segundo colocado nas Eleições de 2000 Assumiu devido a cassação do titular                                      |
| 27 | Braz Guterro                    |        | Partido Democrático Trabalhista PDT              | 1º de janeiro de 2005   | 31 de dezembro de 2008  | Prefeito eleito por sufrágio universal nas Eleições de 2004                                                     |
| 28 | Amarildo Mattos de Souza        |        | Democratas DEM                                   | 1º de janeiro de 2009   | 31 de dezembro de 2012  | Prefeito eleito por sufrágio universal nas Eleições de 2008                                                     |
| 29 | Manoel Viana                    |        | Partido dos Trabalhadores PT                     | 1º de janeiro de 2013   | 31 de dezembro de 2016  | Prefeito eleito por sufrágio universal nas Eleições de 2012                                                     |
| 30 | Rui José Candemil Jr            |        | Partido Social Democrático PSD                   | 1º de janeiro de 2017   | 31 de dezembro de 2020  | Prefeito eleito por sufrágio universal nas Eleições de 2016                                                     |
| 31 | Patrick Corrêa                  |        | Partido Social Liberal PSL                       | 1º de janeiro de 2021   | 27 de abril de 2023     | Prefeito eleito por sufrágio universal nas Eleições de 2020 Preso na Operação Mensageiro.                       |
| —  | José Euclides da Rocha          |        | Partido Democrático Trabalhista PDT              | 28 de abril de 2023     | 29 de fevereiro de 2024 | Vice-Prefeito eleito, no cargo de titular interinamente                                                         |
| —  | Patrick Corrêa                  |        | Republicanos REP                                 | 1° de março de 2024     | Atual                   | Prefeito eleito por sufrágio universal nas Eleições de 2020 Reassumiu o cargo devido decisão judicial.          |